# Florø Stadion
Florø Stadion – wielofunkcyjny stadion w mieście Florø, w Norwegii. Został otwarty w 1907 roku. Może pomieścić 1370 widzów. Obiekt służy lekkoatletom klubu Florø TIF, swoje spotkania rozgrywają na nim także piłkarze zespołu Florø SK.
Tuż obok stadionu znajduje się hala sportowa, oddana do użytku w 1976 roku.
W dniach 6-8 sierpnia 2004 roku na stadionie odbyły się lekkoatletyczne mistrzostwa Norwegii. Od 1995 roku corocznie na obiekcie organizowany jest również międzynarodowy mityng lekkoatletyczny Florø Friidrettsfestival.